# 奧地利的菲利克斯
奧地利的菲利克斯（德語：Felix Habsburg-Lothringen，1916年5月31日—2011年9月6日），奧地利末代皇帝卡爾一世的第三子。

## 家庭
1952年，菲利克斯與安娜·尤金妮結婚，兩人共有3子4女：
1. 瑪麗亞（1953年出生）
2. 卡洛斯·費利佩（英语：Carlos Felipe de Habsburgo）（1954年出生）
3. 金加·芭芭拉（1955年出生）
4. 雷蒙（1958年 — 2008年）
5. 米麗安（1959年出生）
6. 伊什特萬（1961年出生）
7. 薇里迪絲（1961年出生）